# Länsväg 130
De Zweedse weg 130 (Zweeds: Länsväg 130) is een provinciale weg in de provincie Kalmar län in Zweden en is circa 8 kilometer lang. De weg ligt in het zuiden van Zweden.

## Plaatsen langs de weg
- Torsås
- Söderåkra

## Knooppunten
- Europese weg 22 bij Söderåkra (einde)